# Robert Land
Robert Land (13. července 1887, Kroměříž – 12. října 1940, Paříž), vlastním jménem Robert Liebmann, byl rakouský filmový režisér moravského původu, v jehož němých filmech získávala ostruhy Marlene Dietrich. Ve 30. letech působil v Československu.

## Život a dílo

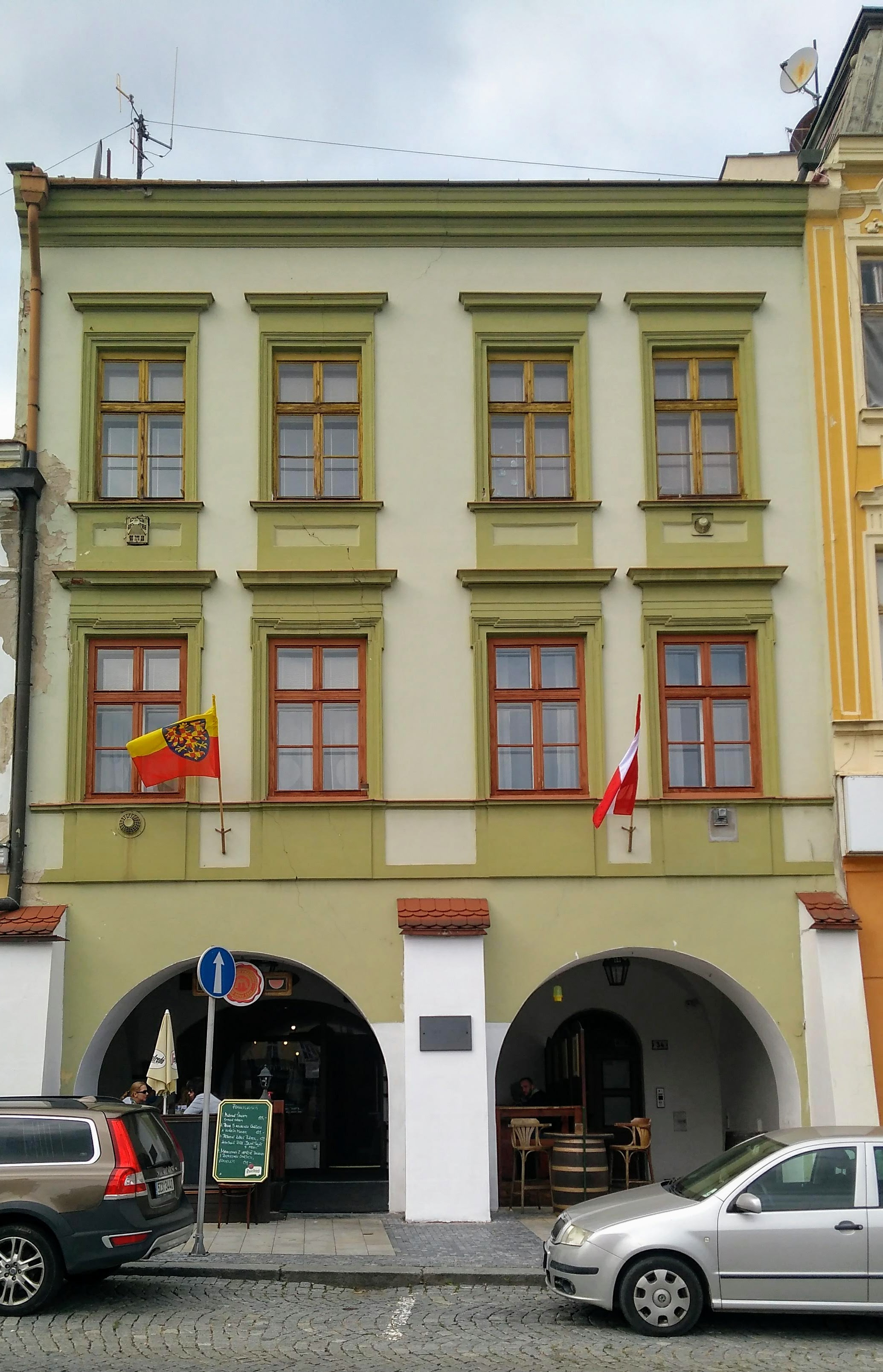
Dům na Velkém náměstí v Kroměříži, kde Robert Land trávil své dětství

Narodil se v Kroměříži jako Robert Liebmann, později přijal umělecké jméno Robert Land, aby nedocházelo k záměně v té době známým filmovým kritikem a scenáristou téhož jména Robertem Liebmannem (1890–1942), který pocházel z Berlína.
Robert pocházel ze židovské rodiny z Kroměříže. Jeho otec Karl Liebmann pocházel z tehdy uherské Nitry, jeho matka Henriette Wolfová ze severomoravského Fulneku. Robert byl nejmladším synem ze 6 dětí, měl dva starší vlastní bratry, jednu starší vlastní sestru a ještě sestru a bratra z předchozího otcova manželství. Otcova první manželka Terezie, původem z Kroměříže, zemřela, když bylo Robertovým nevlastním sourozencům 2 a necelý 1 rok. Landův otec Karl Liebmann (zemřel v roce 1901) měl na kroměřížském Velkém náměstí obchod s látkami, kde mladý Robert vyrůstal. Měšťanský dům U zlatého slunce (49°17′55″ s. š., 17°23′33″ v. d.) je chráněn jako nemovitá kulturní památka České republiky pod číslem 24295/7-6009.
Dne 17. 9. 2020 mu byla na tomto domě odhalena pamětní deska.

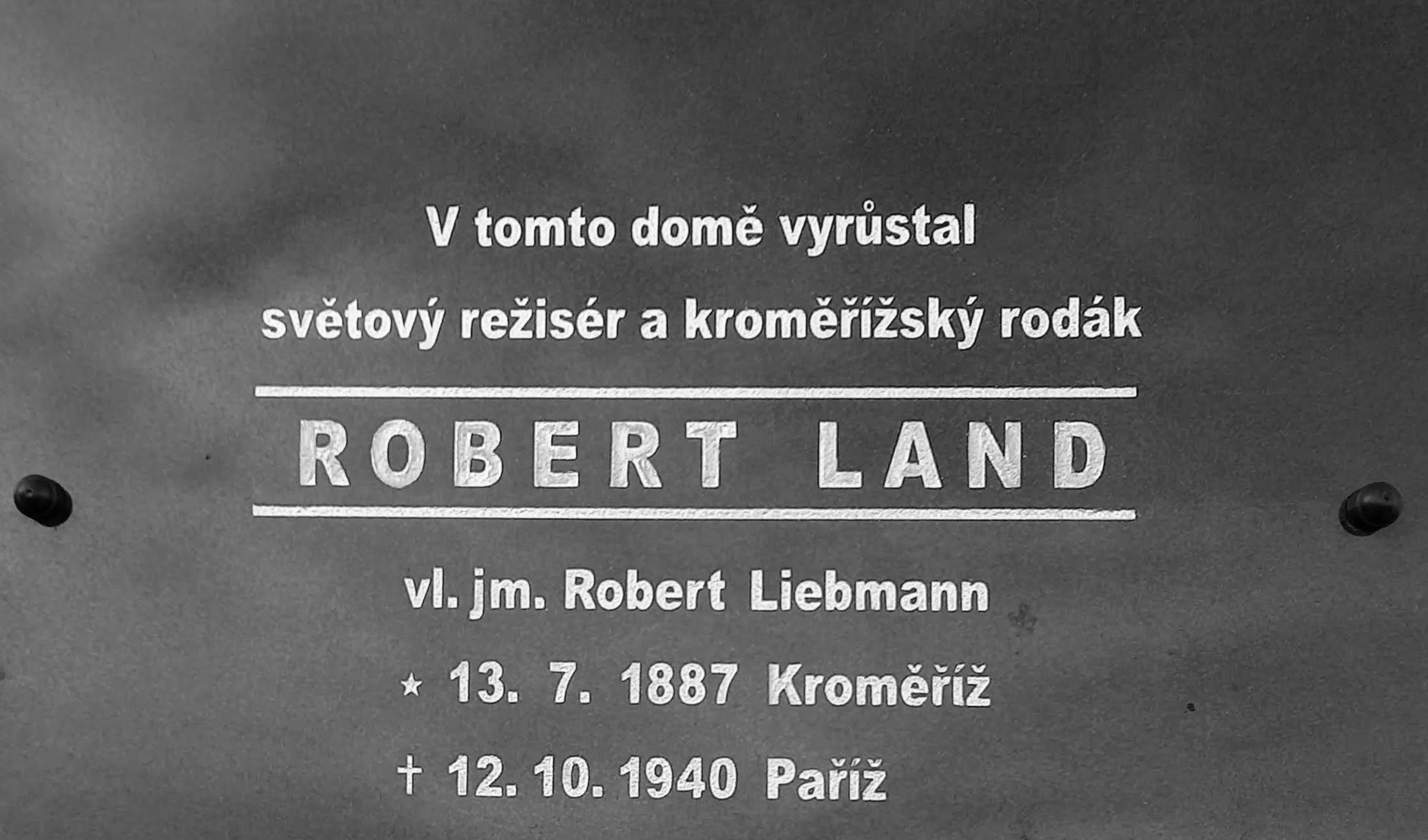
Pamětní deska

Na přelomu století se dostal Land do Vídně, kde získal středoškolské vzdělání a následně studoval na univerzitě germanistiku a dějiny umění. Vedle toho navštěvoval i hereckou školu. V roce 1911 debutoval na vídeňské Rezidenční scéně. Krátce před vypuknutím první světové války se začal zajímat o film a ihned se svým přítelem založil filmovou producentskou společnost, pro kterou sám pomáhal vyrábět a inscenovat několik krátkých filmů. O několik let později vedl i další filmové producentské společnosti jako byl například Micco-Film. Po konci války začal Land poprvé tvořit i delší filmy, což bylo tehdy nezavedenou novinkou s mnohými nedostatky.
Na počátku dvacátých let filmy, které režíroval, většinou vzbudily jen malý zájem, snad kromě filmového zpracování románu "Pelechy bídy a zločinu" od Emila Klägera "Durch die Quartiere des Elends und Verbrechens". V českých zemích byl film uveden pod názvem "Z tajů podzemního velkoměsta". Robert Land se však zasloužil o uvedení na filmová plátna pozdějšího miláčka publika, herečku Lilian Harveyovou, když jí v roce 1924 nabídl první malou roli ve filmu "Der Fluch (Kletba)". Po tomto filmu Land přesídlil do Berlína, kde vytvořil několik dramat a melodramat, díky kterým rychle získal pověst odborníka na lehčí filmový žánr jako veselohry, komedie a filmové adaptace operet. V jeho filmech vícekrát působily hvězdy jako Harry Liedtke, Carmen Boni, Fritz Kortner, Liane Haid a Käthe von Nagy.
V roce 1928 Robert Land angažoval do té doby téměř neznámou Marlene Dietrich pro němý film "Já líbám ručku vám, madam". Ta krátce předtím měla ve filmu "Café Elektric" svou první hlavní roli.

## Útěk z Německa a neúspěšná žádost o domovské právo v rodné Kroměříži
V roce 1933 po uchopení moci nacionálními socialisty musel Robert Land kvůli svému židovskému původu opustit Německo. Ještě stihl dotočit film "Drei Kaiserjäger", který byl až do porážky nacistického Německa v roce 1945 zakázán vojenskou cenzurou. Napřed emigroval do Prahy, kde ovšem jako režisér nenašel práci.
V roce 1934 odjel do Itálie, ale o rok později se opět vrátil do Prahy, kde pracoval jako režisér u firmy Meisner. Přislíbenu měl spolupráci s legionářským podnikem Nationalfilm. Záleželo mu "mnoho na tom i v ohledu existenčním, abych se stal československým státním příslušníkem, k čemuž, jak již shora zmíněno, potřebuji zajištění přijetí do obecního svazku". Protože měl až do 20. května 1921 domovskou příslušnost v Kroměříži, do té doby než získal rakouské státní občanství, žádal proto město Kroměříž o přijetí do obecního svazku. Toto přijetí bylo totiž tehdy v 1. československé republice podmínkou pro to, aby se mohl následně ucházet o československé státní občanství. Prostřednictvím kroměřížského městského rady Foltýna se za Liebmanna přimlouval dopisem z 13. září i jeho někdejší kroměřížský spolužák, v té době advokát v Praze JUDr. Bedřich Hoffmann, který uvedl, že Liebmann "Následkem známých událostí v Německu opustil Berlín a bydlí nyní v Praze. Jeho životní situace je ztížena tím, že vláda vyplácí subvence pouze na filmy, při kterých působí režisér, který je československým státním příslušníkem, proto usiluje Liebmann o domovské právo v Kroměříži a následně o čs. státní občanství. Jméno Land je ve světě velmi známé, může přispět ke zvelebení československého filmu a navíc jeho otec vlastnil dům co patří nyní panu Holubcovi“.
Kroměřížská městská rada se 27. září usnesla, že než žádost předloží městskému zastupitelstvu, dá si žadatelovy poměry prošetřit: „zda není obav, že by připadl veřejnému chudinství na obtíž nebo že by vystupoval proti československé republice“. Pražské policejní ředitelství dalo provést šetření a 19. listopadu 1935 v dopise uvedlo, že Liebmann je filmový režisér, který v poslední době režíroval několik filmů u firmy Meisner film, je ženatý za Irmu roz. Ledererovou, bezdětný: „Po stránce mravní zachovalosti není proti němu nic. Jest národnosti židovské, k níž se hlásí, pohybuje se v německé i české společnosti. V ohledu státoobčanské zachovalosti nebyly zjištěny závady.“ Liebmann-Land přislíbil 11. prosince 1935 kroměřížské radnici, že složí hned na chudé městu 2 000 Kč a pak po dobu 5 let každý rok nejméně 300 Kč. Někdy vydělá více, někdy méně, ale je vyloučeno, aby si nenašetřil tolik, aby nebyl zabezpečen v případě stáří a invalidity: „Kladu proto snažnou prosbu, aby mojí žádosti bylo vyhověno“.
Podle usnesení městské rady ze 17. prosince 1935 byla jeho žádost postoupena zastupitelstvu s návrhem na zamítnutí, v sezení zastupitelstva 22. ledna 1936 byla žádost o udělení domovské příslušnosti Robertu Liebmannu-Landovi zamítnuta.
Kroměřížské zastupitelstvo, rada města či dlouholetý starosta Josef Jedlička se během okupace filosemitismem ani antisemitismem nevyznačovali, jednali podle dikce zákonů a tzv. zájmů města. Židům neškodili, ale ani jim nějak výrazně nepomáhali. Tento postoj zde měl dlouhou předokupační tradici už od vzniku republiky (demolice staré synagogy na jaře 1920 za téhož starosty Jedličky).

## Polemiky o konci života

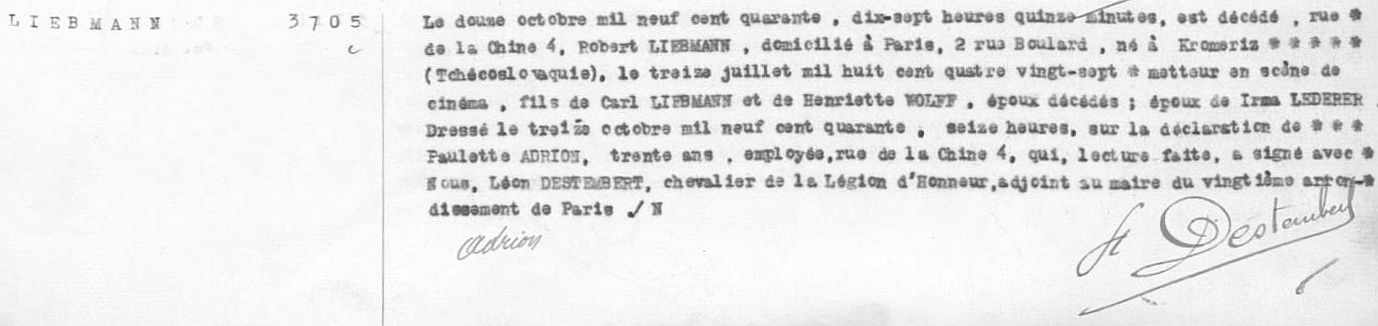
Zápis o úmrtí

V roce 1937 se naposledy vrátil do Vídně, ale po anšlusu Rakouska na jaře 1938 byl vyloučen z Říšské filmové komory, což se v podstatě rovnalo zákazu povolání. Následkem těchto událostí se proto znovu vrátil do Prahy, kde ještě natočil dva filmy.
Jeho stopa se dále ztrácí. Dle některých údajů emigroval v roce 1938 se svou ženou Irmou (oženil se v roce 1923 ve Vídni) do Paříže, podle jiných byl po okupaci Československa v roce 1939 zatčen, internován, odvlečen nebo zavražděn. Existují také zdroje, které udávají, že zemřel ve svém rodném městě Kroměříži v roce 1942 přirozenou smrtí. Další zdroj uvádí jako místo úmrtí Paříž i s datem 9.11.1940.
Ve skutečnosti zemřel 12. října 1940 v Paříži a je pohřben na pařížském hřbitově Cimetière parisien de Thiais hrobové místo
15/24/17.

## Výběr z filmografie
- Židovka z Toleda (1919, pouze scénář podle hry Franze Grillparzera )
- Pomsta je má (1919)
- Z tajů podzemního velkoměsta (Durch die Quartiere des Elends und Verbrechens) (1920)
- Der fesche Erzherzog (1922)
- Don Juan (1922)
- Kletba (Der Fluch) (1925)
- Alpská tragédie (1927)
- Zwei rote Rosen (1928)
- Princezna Olala (1928)
- Frau Sorge (1928)
- Der Held aller Mädchensträume (1929)
- Já líbám ručku vám, madam (1929)
- Boykott (1930)
- Láska a šampaňské (1930)
- Čtyřiadvacet hodin ze života ženy (1931, podle knihy Stefana Zweiga, v hlavní roli Henny Porten)
- Wiener Liebschaften (1931)
- Wochenend im Paradies (1931)
- Drei Kaiserjäger (1933)
- Melodramma (1933)
- Jana (1935)
- Sextánka, německá verze (1936 podle scénáře Svatopluka Innemanna)
- Panenka (1938)

Výběr z filmografie je zpracován podle Československé filmové databáze 